# Margarita Golubeva
Pour les articles homonymes, voir Goloubev.
Margarita Alexandrovna Golubeva, (en russe : Маргарита Александровна Голубева) née le 3 mai 2001 à Saint-Pétersbourg, est une mannequin et chanteuse russe, élue Miss Russie 2023, ayant participé au concours Miss Univers 2023 au Salvador.

## Biographie
Golubeva est née le 3 mai 2001 à Saint-Pétersbourg. Elle était étudiante en cinquième année à l'Académie russe des douanes du Service fédéral des douanes de Russie à Moscou et étudiante en deuxième année à l'Université d'État des arts et de la culture de Moscou (en) à Khimki, où elle étudiait le chant pop-jazz.

## Concours de beauté

### Miss Europe 2023
Le 25 février 2023, Golubeva a représenté la Russie à Miss Europe 2023 et a concouru contre 27 autres candidates au Théâtre Casino du Liban au Liban où elle a été classée 1ère finaliste et a perdu contre la gagnante Natalia Guglielmo d'Italie,.

### Miss Russie 2023
Le 8 octobre 2023, Golubeva a représenté Saint-Pétersbourg à Miss Russie 2023 et a concouru contre 50 autres candidates à la salle de concert Barvikha Luxury Village à Moscou, où elle a remporté le titre et a succédé Anna Linnikova,,.

### Miss Univers 2023
Le 18 novembre 2023, Golubeva a représenté la Russie à Miss Univers 2023 à San Salvador, au Salvador.